# !O!ung
L'!O!ung és una llengua que es parla a Angola. La parlen 5.629 persones (2000) a la frontera sud amb Namíbia, a prop de Luchazi o Lucazi. El seu codi ISO 639-3 és oun.